# پالیکوچا
پالیکوچا (به صربی: Palikuća) یک منطقهٔ مسکونی در صربستان است که در لسکواس واقع شده‌است. پالیکوچا ۳۸۷ نفر جمعیت دارد.